# Courdimanche-sur-Essonne
Courdimanche-sur-Essonne ist eine französische Gemeinde mit 279 Einwohnern (Stand: 1. Januar 2022) im Département Essonne in der Region Île-de-France. Sie gehört zum Arrondissement Évry und ist Mitglied im Gemeindeverband Communauté de communes des 2 Vallées.
Die Einwohner werden Courdimanchois und Courdimanchoises genannt.

## Geographie
Courdimanche-sur-Essonne liegt etwa 49 Kilometer südlich von Paris am Fluss Essonne, der die östliche Gemeindegrenze bildet. Die Gemeinde liegt im Regionalen Naturpark Gâtinais français. Umgeben wird Courdimanche-sur-Essonne von den Nachbargemeinden Vayres-sur-Essonne im Norden, Boutigny-sur-Essonne im Osten und Nordosten, Maisse im Süden sowie Valpuiseaux im Westen und Südwesten.

## Bevölkerungsentwicklung
| 1962                       | 1968 | 1975 | 1982 | 1990 | 1999 | 2006 | 2019 |
| -------------------------- | ---- | ---- | ---- | ---- | ---- | ---- | ---- |
| 85                         | 98   | 118  | 182  | 233  | 251  | 305  | 276  |
| Quellen: Cassini und INSEE |      |      |      |      |      |      |      |

## Sehenswürdigkeiten
- Kirche Saint-Gervais-et-Saint-Protais, Glockenturm aus dem 12. Jahrhundert, Monument historique seit 1925
- Schloss Bellesbat aus dem 16. Jahrhundert, Monument historique seit 1948

Siehe auch: Liste der Monuments historiques in Courdimanche-sur-Essonne

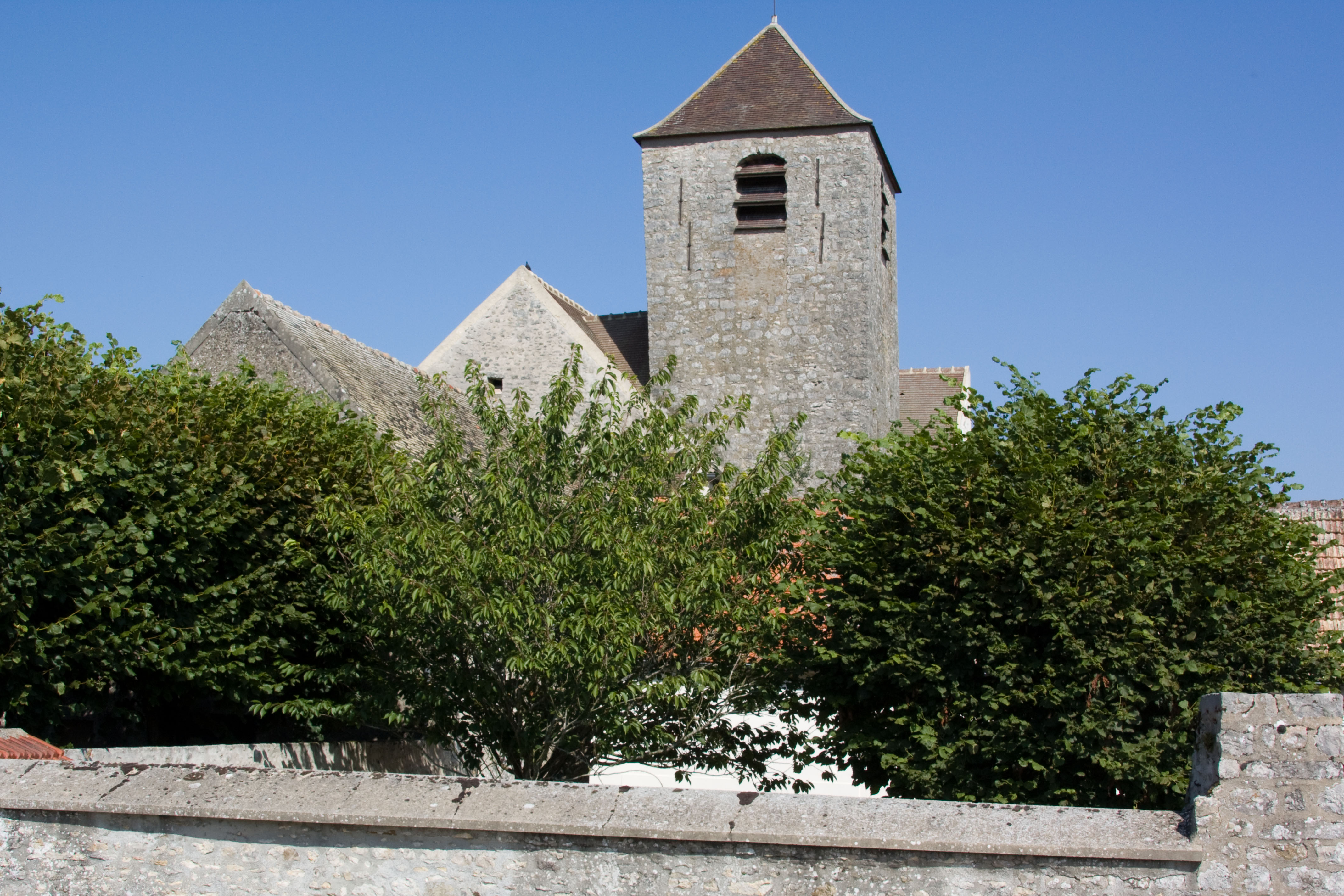
Kirche Saint-Gervais-et-Saint-Protais
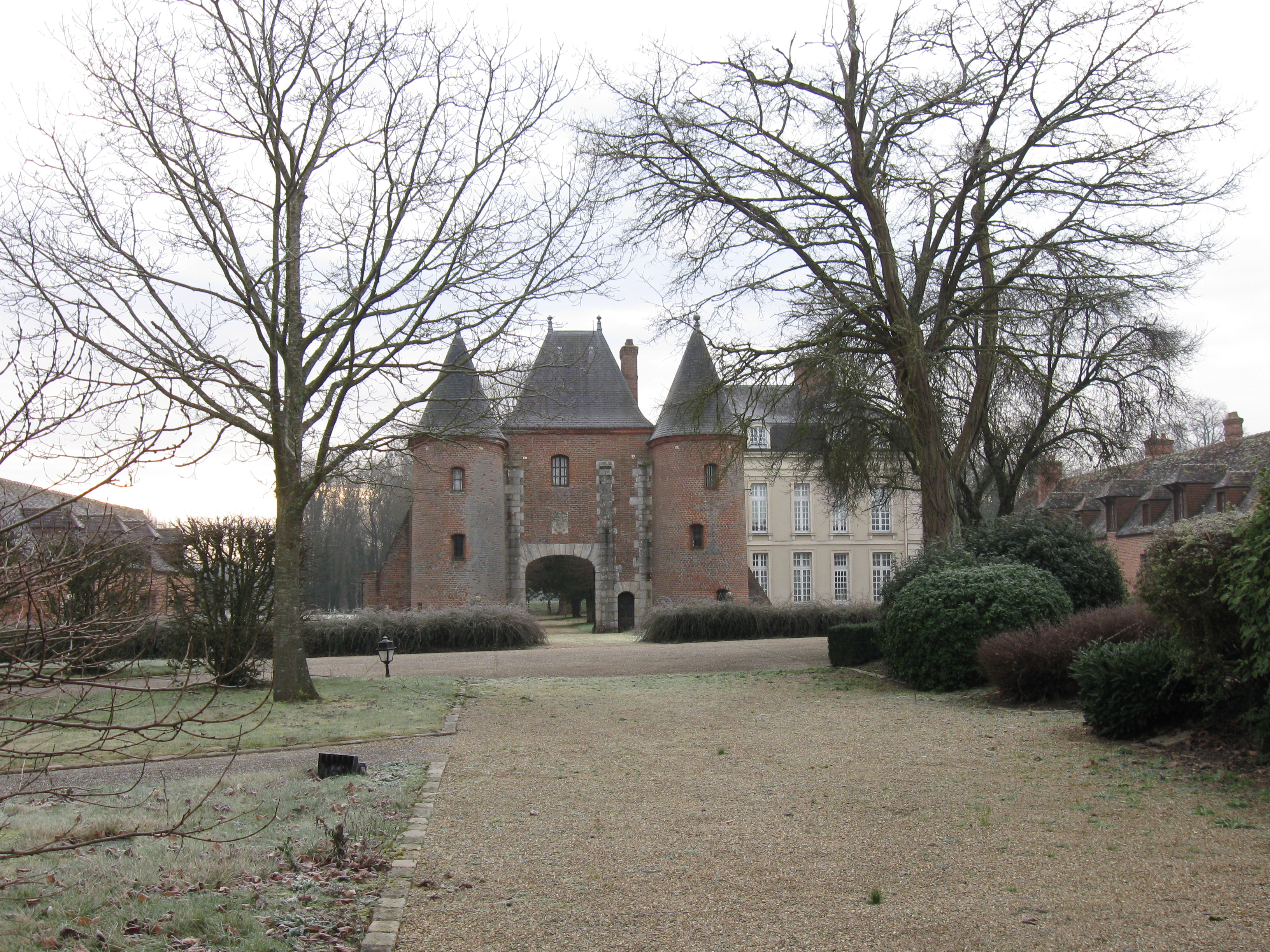
Schloss Bellesbat